# Kopanki (Purda)
Kopanki (deutsch Kopanken) ist ein Ort in der polnischen Woiwodschaft Ermland-Masuren. Er gehört zur Gmina Purda (Landgemeinde Groß Purden) im Powiat Olsztyński (Kreis Allenstein).

## Geographische Lage
Kopanki liegt im Nordwesten der Layßer Sees (polnisch Jezioro Łajskie) im Westen der Woiwodschaft Ermland-Masuren, 20 Kilometer südöstlich der Kreis- und Woiwodschaftshauptstadt Olsztyn (deutsch Allenstein).

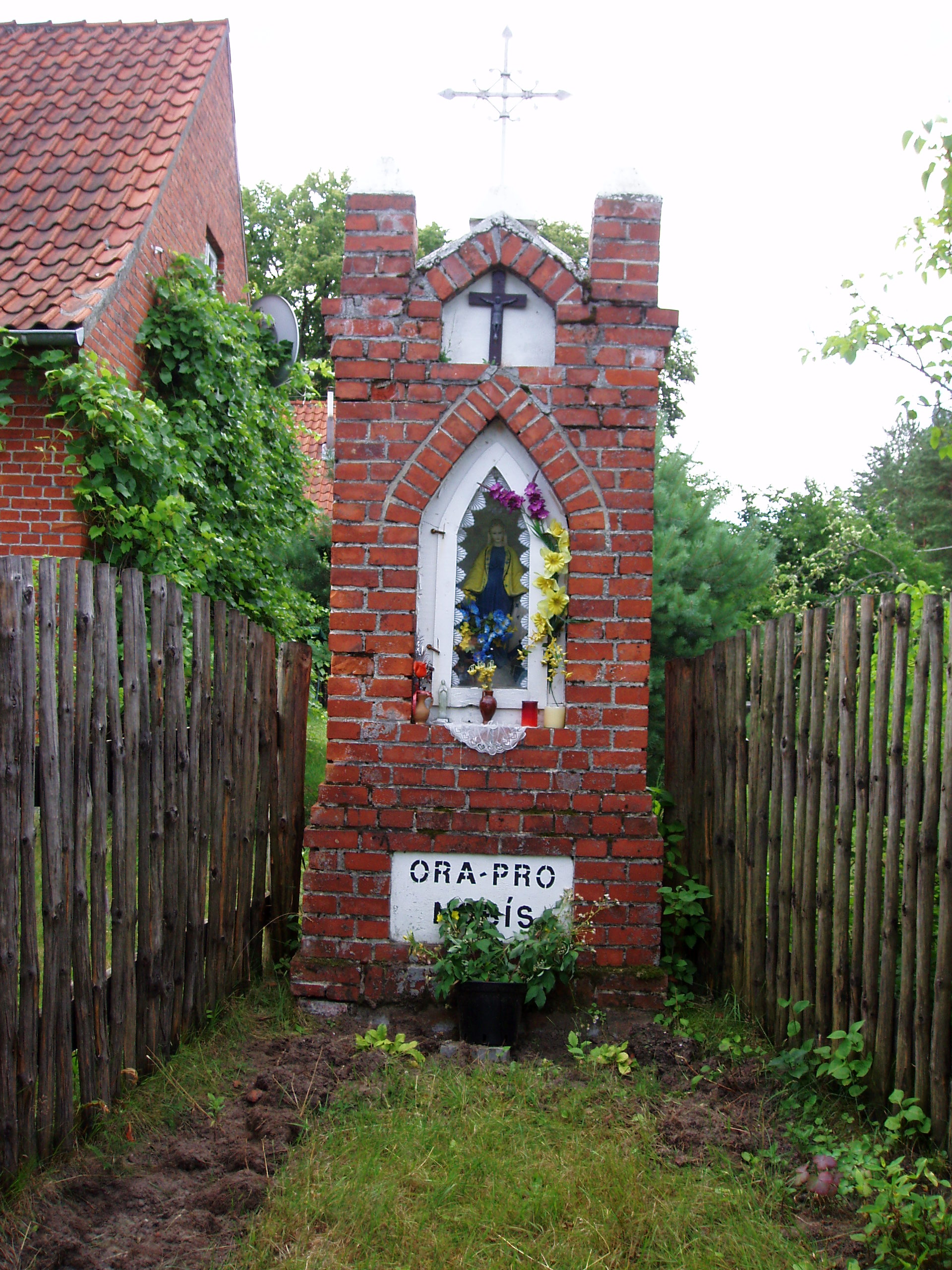
Bildstock in Kopanki

## Geschichte
Das Dorf Kopanken bestand vor 1945 lediglich aus ein paar kleinen Gehöften. Am 1. Dezember 1905 erbrachte die Volkszählung für Kopanken 17 Wohnstätten bei 107 Einwohnern. Bis 1945 war der Ort ein Wohnplatz innerhalb der Gemeinde Przykopp (1932 bis 1945 Grabenau, polnisch Przykop) im ostpreußischen Kreis Allenstein.
Als 1945 in Kriegsfolge das gesamte südliche Ostpreußen von Polen beansprucht wurde, erhielt Kopanken die polnische Namensform „Kopanki“. Heute ist der kleine Ort ein Teil der Landgemeinde Purda (Groß Purden) im Powiat Olsztyński (Kreis Allenstein), bis 1998 der Woiwodschaft Olsztyn, seither der Woiwodschaft Ermland-Masuren zugehörig.

## Kirche
Bis 1945 war Kopanken in die evangelische Kirche Neu Bartelsdorf (polnisch Nowa Wieś) in der Kirchenprovinz Ostpreußen der Kirche der Altpreußischen Union, außerdem in die römisch-katholische Kirche Wuttrienen (polnisch Butryny) im Bistum Ermland eingepfarrt.
Heute gehört Kopanki katholischerseits auch zur Pfarrei Butryny, die nun allerdings dem Erzbistum Ermland zugeordnet ist. Evangelischerseits halten sich die Einwohner zur Kirche in Jedwabno (1938 bis 1945 Gedwangen) in der Diözese Masuren der Evangelisch-Augsburgischen Kirche in Polen.

## Verkehr
Kopanki ist von der Woiwodschaftsstraße 598 auf einer Nebenstraße zu erreichen, die bei Butryny (Wuttrienen) abzweigt und direkt nach hier führt. Außerdem gibt es direkte Verbindungen von den Nachbarorten Przykop (Przykopp, 1932 bis 1945 Grabenau), Nowa Wieś (Neu Bartelsdorf) und Łajs (Layß) nach Kopanki.